# ثيودور باركر
ثيودور باركر (بالإنجليزية: Theodore Parker)‏ هو عالم عقيدة أمريكي، ولد في 24 أغسطس 1810 في ليكسينغتون في الولايات المتحدة، وتوفي في 10 مايو 1860 في فلورنسا في إيطاليا بسبب سل.

## وصلات خارجية
- ثيودور باركر على موقع الموسوعة البريطانية (الإنجليزية)